# تجربة دافيسون-جيرمر
تجربة دافيسون-جيرمر كانت التجربة 1923-7 من قبل كلنتون دافيسون ولستر جيرمر في Western Electric (مختبرات بيل في وقت لاحق)، حيث أظهرت الإلكترونات، التي يبعثرها سطح بلورة معدن النيكل، نمط الحيود. وهذا يؤكد الفرضية المقدمة من قبل لويس دي بروجلي في عام 1924، من لازدواجية موجة-جسيم، وكان معلما تجريبيا في إنشاء ميكانيكا الكم.

## التاريخ والنظرة العامة
وفقا لمعادلات ماكسويل في أواخر القرن التاسع عشر، كان يعتقد أن الضوء يتكون من موجات من المجالات الكهرومغناطيسية ويعتقد أن المادة تتكون من جسيمات موضعية. ومع ذلك، فقد تم تحدي ذلك في ورقة ألبرت اينشتاين عام 1905 حول التأثير الكهروضوئي، والتي وصفت الضوء كمؤشر للطاقة (يسمى الآن الفوتونات) والذي حصل على جائزة نوبل في الفيزياء عام 1921. في عام 1924 قدم لويس دي بروجلي أطروحته بخصوص نظرية الازدواجية في الجسيمات الموجية، التي اقترحت فكرة أن كل المادة تعرض ازدواجية الجسيمات الموجية للفوتونات. ووفقا لدي بروجلي، كل من المادة والإشعاع على حد سواء، كانت الطاقة {\displaystyle } للجسيم مرتبطة بتكرار الموجة المرتبطة بها {\displaystyle } من خلال علاقة بلانك:
{\displaystyle E=h\nu \,}
وأن زخم الجسيمات {\displaystyle } كان مرتبطًا بطول موجته بما يعرف الآن بعلاقة دي بروغلي:
{\displaystyle p={\frac {h}{\lambda }},}
حيث h هو ثابت بلانك.
مساهمة مهمة قام بها Walter M. Elsasser في تجربة دافيسون-جيرمر في Göttingen في عشرينيات القرن العشرين، ولاحظ أن طبيعة المادة تشبه الموجة قد يتم بحثها بواسطة تجارب تشتت الإلكترونات على المواد الصلبة المتبلرة، تمامًا مثل الطبيعة الشبيهة بالموجة تم تأكيد الأشعة السينية من خلال تجارب تشتت الأشعة السينية على المواد الصلبة البلورية.
هذا الاقتراح من الساسر ثم تم نقله من قبل زميله الكبير (وحصل لاحقاً على جائزة نوبل) ماكس بورن إلى علماء الفيزياء في إنجلترا. عندما تم إجراء تجربة دافيسون وجيرمر تم شرح نتائج التجربة من خلال اقتراح Elsasser's. ومع ذلك فإن القصد الأولي من تجربة دافيسون وجيرمر لا يؤكد فرضية دي بروجلي، بل من أجل دراسة سطح النيكل.

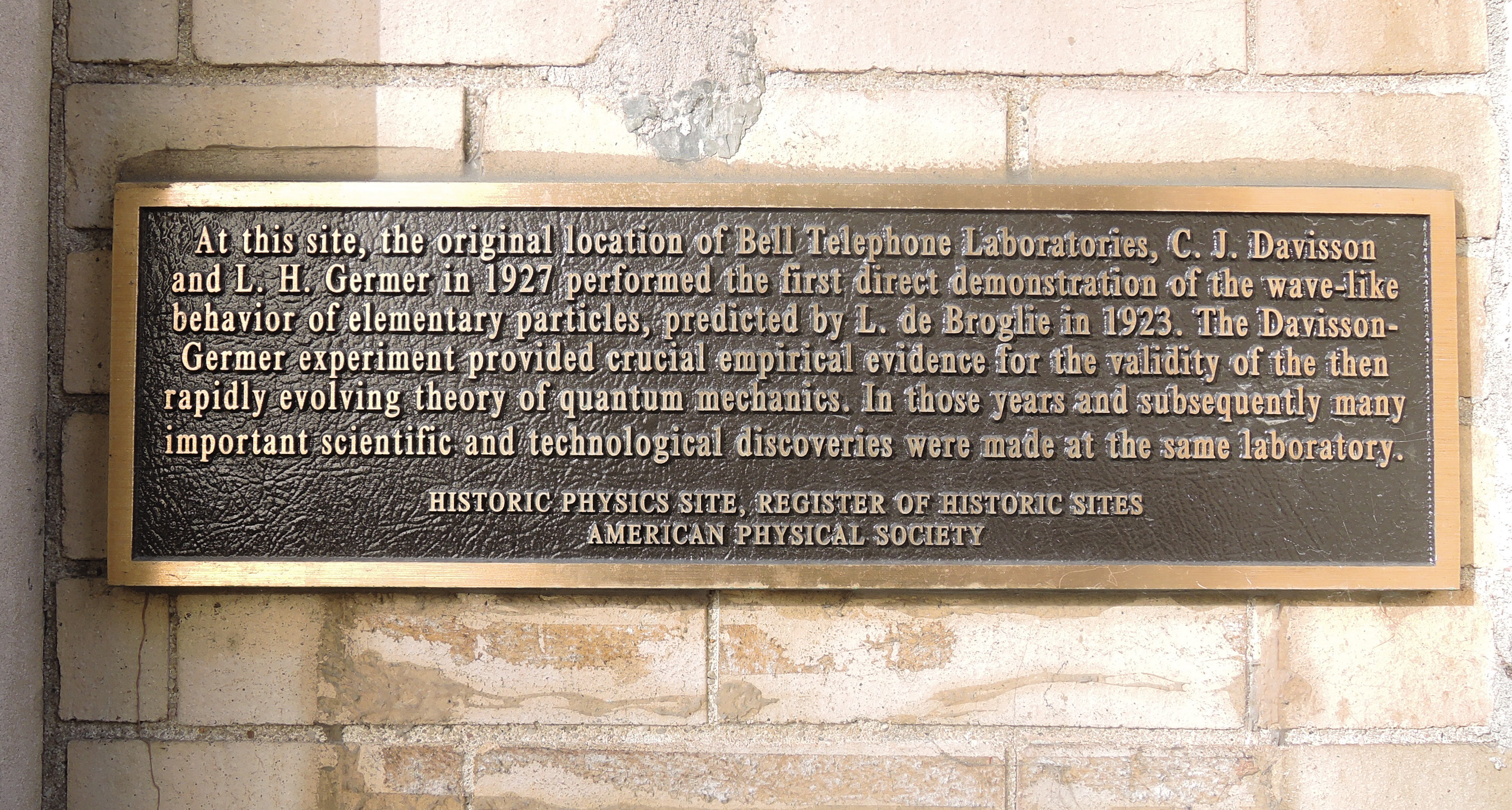
بلاك الجمعية الفيزيائية الأمريكية في مانهاتن ذكرى التجربة

## وصلات خارجية
- R. Nave. "Davisson–Germer Experiment". هايبرفيزيكس. جامعة ولاية جورجيا, Physics Departement. مؤرشف من الأصل في 2019-06-09.